# Kaiserpokal 2010
Der Kaiserpokal 2010 war die 90. Austragung des Kaiserpokals, des höchsten japanischen Fußballpokalwettbewerbs. Sieger des Wettbewerbs waren die Kashima Antlers.

## Ergebnisse

### 1. Runde
|                                               | Ergebnis        |                                     |
| --------------------------------------------- | --------------- | ----------------------------------- |
| Ryūtsū-Keizai-Universität                     | 0:1             | Arte Takasaki                       |
| Fukushima United FC                           | 2:3             | Sony Sendai FC                      |
| Saurcos Fukui                                 | 0:2             | Toyama Shinjo Club                  |
| Zweigen Kanazawa                              | 3:0             | Japan Soccer College                |
| Universität Yokkaichi                         | 1:5             | Chūkyō-Universität                  |
| Universität Sapporo                           | 2:3             | Grulla Morioka                      |
| Sagawa Express Chugoku                        | 2:3             | Dezzolla Shimane                    |
| Kamatamare Sanuki                             | 1:1 (5:4 i. E.) | Universität Kōchi                   |
| Hoyo Atletico Elan                            | 1:2             | Honda Lock                          |
| Tokyo Verdy U-18                              | 0:1             | Komazawa-Universität                |
| Sagawa Printing                               | 3:1             | Nara Club                           |
| FC Ryukyu                                     | 3:1             | Tokushima Vortis Second             |
| YSCC Yokohama                                 | 0:3             | Sportuniversität Kanoya             |
| Universität Yamagata                          | 1:6             | Blaublitz Akita                     |
| Renofa Yamaguchi FC                           | 2:0             | Yonago Kita High School             |
| Honda                                         | 7:2             | FC Gifu Second                      |
| V-Varen Nagasaki                              | 4:0             | International Pacific University    |
| Universität Saga                              | 2:2 (6:7 i. E.) | Kumamoto Gakuen Daigaku High School |
| Osaka University of Health and Sport Sciences | 8:3             | Arterivo Wakayama                   |
| Kwansei-Gakuin-Universität                    | 1:4             | MIO Biwako Kusatsu                  |
| Juntendō-Universität                          | 5:4             | Vanraure Hachinohe                  |
| Tokyo International University                | 3:1             | Tochigi Uva FC                      |
| Pädagogische Hochschule Fukuoka               | 2:2 (3:5 i. E.) | Ehime FC Shimanami                  |
| Matsumoto Yamaga FC                           | 7:1             | Tamaho FC                           |

### 2. Runde
|                     | Ergebnis |                                               |
| ------------------- | -------- | --------------------------------------------- |
| Kashima Antlers     | 6:0      | Arte Takasaki                                 |
| Roasso Kumamoto     | 2:1      | Ehime FC                                      |
| Vegalta Sendai      | 0:1      | Sony Sendai FC                                |
| Cerezo Osaka        | 7:0      | Toyama Shinjo Club                            |
| Albirex Niigata     | 3:0      | Zweigen Kanazawa                              |
| Tokyo Verdy         | 0:1      | FC Machida Zelvia                             |
| Nagoya Grampus      | 3:0      | Chūkyō-Universität                            |
| Consadole Sapporo   | 4:1      | Grulla Morioka                                |
| Sanfrecce Hiroshima | 4:0      | Dezzolla Shimane                              |
| Fagiano Okayama     | 2:3      | Avispa Fukuoka                                |
| Omiya Ardija        | 4:1      | Kamatamare Sanuki                             |
| Oita Trinita        | 3:2      | Honda Lock                                    |
| Thespa Kusatsu      | 1:3      | Giravanz Kitakyushu                           |
| FC Tokyo            | 2:0      | Komazawa-Universität                          |
| Kyoto Sanga FC      | 3:2      | Sagawa Printing                               |
| JEF United Chiba    | 3:0      | FC Ryukyu                                     |
| Kawasaki Frontale   | 4:0      | Sportuniversität Kanoya                       |
| Kataller Toyama     | 1:2      | Yokohama FC                                   |
| Montedio Yamagata   | 3:0      | Blaublitz Akita                               |
| Shonan Bellmare     | 4:0      | Renofa Yamaguchi FC                           |
| Shimizu S-Pulse     | 2:0      | Honda                                         |
| Mito HollyHock      | 4:2      | Sagawa Shiga                                  |
| Yokohama F. Marinos | 3:1      | V-Varen Nagasaki                              |
| Sagan Tosu          | 10:00    | Kumamoto Gakuen Daigaku High School           |
| Gamba Osaka         | 6:2      | Osaka University of Health and Sport Sciences |
| FC Gifu             | 2:3      | Tochigi SC                                    |
| Vissel Kobe         | 2:0      | MIO Biwako Kusatsu                            |
| Kashiwa Reysol      | 6:0      | Juntendō-Universität                          |
| Urawa Reds          | 7:0      | Tokyo International University                |
| Tokushima Vortis    | 2:1      | Gainare Tottori                               |
| Júbilo Iwata        | 2:1      | Ehime FC Shimanami                            |
| Ventforet Kofu      | 1:0      | Matsumoto Yamaga FC                           |

### 3. Runde
|                     | Ergebnis        |                   |
| ------------------- | --------------- | ----------------- |
| Kashima Antlers     | 2:1             | Roasso Kumamoto   |
| Sony Sendai FC      | 1:3             | Cerezo Osaka      |
| Albirex Niigata     | 2:1             | FC Machida Zelvia |
| Nagoya Grampus      | 2:1             | Consadole Sapporo |
| Sanfrecce Hiroshima | 2:2 (5:6 i. E.) | Avispa Fukuoka    |
| Omiya Ardija        | 3:0             | Oita Trinita      |
| Giravanz Kitakyushu | 0:2             | FC Tokyo          |
| Kyoto Sanga FC      | 0:4             | JEF United Chiba  |
| Kawasaki Frontale   | 2:1             | Yokohama FC       |
| Montedio Yamagata   | 3:1             | Shonan Bellmare   |
| Shimizu S-Pulse     | 4:1             | Mito HollyHock    |
| Yokohama F. Marinos | 2:1             | Sagan Tosu        |
| Gamba Osaka         | 3:2             | Tochigi SC        |
| Vissel Kobe         | 1:2             | Kashiwa Reysol    |
| Urawa Reds          | 2:0             | Tokushima Vortis  |
| Júbilo Iwata        | 2:1             | Ventforet Kofu    |

### Achtelfinale
|                   | Ergebnis        |                     |
| ----------------- | --------------- | ------------------- |
| Kashima Antlers   | 2:1             | Cerezo Osaka        |
| Albirex Niigata   | 1:1 (4:5 i. E.) | Nagoya Grampus      |
| Avispa Fukuoka    | 2:2 (4:3 i. E.) | Omiya Ardija        |
| FC Tokyo          | 2:0             | JEF United Chiba    |
| Kawasaki Frontale | 3:3 (4:5 i. E.) | Montedio Yamagata   |
| Shimizu S-Pulse   | 3:0             | Yokohama F. Marinos |
| Gamba Osaka       | 4:1             | Kashiwa Reysol      |
| Urawa Reds        | 1:0             | Júbilo Iwata        |

### Viertelfinale
|                   | Ergebnis        |                 |
| ----------------- | --------------- | --------------- |
| Kashima Antlers   | 2:1             | Nagoya Grampus  |
| Avispa Fukuoka    | 2:3             | FC Tokyo        |
| Montedio Yamagata | 1:1 (4:5 i. E.) | Shimizu S-Pulse |
| Gamba Osaka       | 2:1             | Urawa Reds      |

### Halbfinale
|                 | Ergebnis |             |
| --------------- | -------- | ----------- |
| Kashima Antlers | 2:1      | FC Tokyo    |
| Shimizu S-Pulse | 3:0      | Gamba Osaka |

### Finale
|                 | Ergebnis |                 |
| --------------- | -------- | --------------- |
| Kashima Antlers | 2:1      | Shimizu S-Pulse |